# Cultripalpa indistincta
Cultripalpa indistincta là một loài bướm đêm trong họ Noctuidae.